# ウーマニの戦い
ウーマニの戦い（ウーマニのたたかい、独: Kesselschlacht bei Uman、露: Битва под Уманью）は、独ソ戦におけるバルバロッサ作戦中の1941年8月に、ウクライナの都市ウーマニ近くのブーフ川東岸で行われた、枢軸軍によるソビエト赤軍の包囲戦である。

## 経過
バルバロッサ作戦でウクライナの攻略を担った南方軍集団はスターリンがドイツの主攻勢地点をウクライナであると判断していたため兵力が厚く、北部・中央の戦線のように国境でソ連軍主力を殲滅するに至らなかった。
ドイツ軍は第1装甲集団に第6軍（ヴァルター・フォン・ライヒェナウ元帥指揮）・第17軍（カール＝ハインリヒ・フォン・シュテュルプナーゲル大将指揮）を加えて攻勢をかけたが、西部国境の軍管区（沿バルト特別・レニングラード・西部特別・キエフ・オデッサ）の中で、KV-1重戦車・KV-2重戦車・T-34中戦車の過半がキエフ軍管区に置かれており、6月24日ソ連最大の野戦軍である南西方面軍（ミハイル・キルポノス大将指揮）が、これらの強力な機械化兵力を繰り出してくると、性能で劣るドイツ戦車部隊（5個装甲師団定数624両中、IV号戦車80両・III号戦車284両）では力攻めで突破することはできなかった。
南方軍集団の中で、3個装甲師団で構成された第1装甲集団（エヴァルト・フォン・クライスト上級大将指揮）がポーランド領からキエフ軍管区方面へ先行していた。第1装甲集団はリヴィウ＝ロヴォノ間へと進撃しキエフへ続く鉄道網を寸断した。スターリンはウクライナ防衛のためキエフ特別軍管区の戦力を編成して南西正面軍を創設、司令官のミハイル・キルポノス大将にハンガリー国境の防衛と機械化兵力での反撃を命じた。キルポノス大将は第5軍と第6軍に南北からの攻勢を命じ、6つの機械化軍団を投入し第1装甲集団の側面を突いた。ブロディ近郊で第二次大戦最大の戦車戦が繰り広げられたがソ連側は兵站・通信網の混乱にくわえ制空権を失っていたため歩調をあわせた攻撃ができず敗走した。
中央軍集団とは通行不能のプリピャチ湿地で隔てられており、7月2日ルーマニアで待機していた、ドイツ第11軍（オイゲン・フォン・ショーベルト上級大将指揮）をキエフ方面へ、ルーマニア軍をオデッサ方面へ発進させた（オデッサの戦い (1941年)参照）。
南部ウクライナでは善戦していたものの北部バルト三国・中部白ロシアの戦線で敗北を重ねていたソ連軍は、スターリン線に後退することに決めた。この後退に乗じて第1装甲集団はスターリン線を突破し、7月9日までにジトーミル・ベルドィチウを落とし、装甲師団はキエフの目前に迫った。
ここで、装甲師団が市街戦に突入し被害が出るのを恐れたアドルフ・ヒトラーが作戦に介入してきた。「装甲師団は南下して、第11軍とともに包囲陣を形成せよ」という命令である。
7月10日、ソ連側でもスターリンが統一した指揮を執るため統帥権を掌握し、ドイツ側の軍集団に対応して北西・西・南西総軍を設置した。南西総軍司令官にはセミョーン・ブジョーンヌイ元帥・軍事会議員にはニキータ・フルシチョフを起用、同時にキエフに迫るドイツ軍に反撃を開始した。
第1装甲集団だけでは戦局を打開できない事を見た南方方面軍司令官ゲルト・フォン・ルントシュテット元帥は、第6軍にプリピャチ湿地帯南面を守るソ連第5軍を押さえさせ、第17軍を第11軍の補強に回し南方から大きい包囲陣の完成を目指したが、失敗に終わった。最終的には、第11軍が7月末ブーフ川に達し、第17軍と装甲師団はウーマニに向かい、8月2日ウーマニ＝ブーフ川間に小規模な包囲網が完成した。ソ連第6軍（イワン・ムズィチェンコ中将指揮）・第12軍（パーヴェル・ポネジェーリン少将指揮）・第18軍（アンドレイ・スミルノフ中将指揮）を包囲し、10万人余りを捕虜にした。
この後8月末に南方軍集団はドニエプル川に達した。ドイツの攻勢の主軸を南方の資源地帯にあると考えた部隊配置により、比較的強力なソ連軍の南方の部隊に対し、1個装甲軍集団の片翼包囲では限界があったといえる。ただし、キエフを迂回したのは正確な判断で、キエフ正面には強力なソ連軍が待ち構えており、抜くのは不可能であった。キエフの陥落は中央軍集団からのグデーリアンの南方旋回によるキエフの戦いまで待たなければならない。ここでは第1装甲軍集団と第２装甲軍集団の両翼包囲作戦により、ソ連軍の作戦的な齟齬も手伝い、ソ連のこの方面の野戦軍を壊滅させることに成功した。この南方旋回により2ヶ月間を無駄にした代償は、モスクワの戦いの開始の遅れとして響いたとされているが、実際には後方からの徒歩部隊の進撃と補給網の追走が間に合っていなかった。またバルバロッサ作戦ではモスクワが副次的な目標とされウクライナとレニングラードが第1目標として位置づけられていた。ウクライナの野戦軍撃滅を優先した参謀本部の方針はバルバロッサ作戦の既定方針にすぎない。